# Solenice
Solenice (německy Solenitz) jsou obec v okrese Příbram ve Středočeském kraji, asi 16 km jihovýchodně od Příbrami. Žije zde 358 obyvatel.
Obec se nachází na levém břehu Vltavy zhruba 1 km pod hrází vodní nádrže Orlík. Bývalé ubytovny pro dělníky a stavbaře byly upraveny na rekreační zařízení a obytné domy.

## Historie
První písemná zmínka o obci pochází z roku 1430.

## Obecní správa

### Části obce
- Dolní Líšnice (k. ú. Dolní Líšnice)
- Solenice (k. ú. Solenice)
- Větrov (k. ú. Větrov u Solenic)

Dolní Líšnice se dělí na základní sídelní jednotky Dolní Líšnice-východ a Dolní Líšnice-západ. K obcí patří také Kolčava, Na Podkově, Pacov, U Plavců a Zavadilka.
Sousedními obcemi sídla jsou Milešov, Smolotely, Bohostice, Zduchovice a Dolní Hbity.
Od 1. ledna 1980 do 23. listopadu 1990 k obci patřily i Bohostice.

### Územněsprávní začlenění
Dějiny územněsprávního začleňování zahrnují období od roku 1850 do současnosti. V chronologickém přehledu je uvedena územně administrativní příslušnost obce v roce, kdy ke změně došlo:
- 1850 země česká, kraj Praha, politický i soudní okres Příbram[5]
- 1855 země česká, kraj Praha, soudní okres Příbram
- 1868 země česká, politický i soudní okres Příbram
- 1939 země česká, Oberlandrat Tábor, politický i soudní okres Příbram[6]
- 1942 země česká, Oberlandrat Praha, politický i soudní okres Příbram[7]
- 1945 země česká, správní i soudní okres Příbram[8]
- 1949 Pražský kraj, okres Příbram[9]
- 1960 Středočeský kraj, okres Příbram
- 2003 Středočeský kraj, okres Příbram, obec s rozšířenou působností Příbram

## Pamětihodnosti
- plavecká hospoda z roku 1650, od středověku překladiště soli

## Doprava

### Dopravní síť
Do obce vedou silnice III. třídy. Železniční trať ani stanice či zastávka na území obce nejsou.

### Autobusová doprava 2024
Autobusovou dopravu v obci Solenice zajišťuje společnost Arriva Střední Čechy. Obec je součástí Pražské integrované dopravy (PID). V obci se nachází zastávka Solenice. V Dolní Líšnici se nachází zastávka Solenice,Dolní Líšnice a ve Větrově se nachází zastávka Solenice,Větrov. Obcí prochází autobusové linky 480, 500 a 510. Linka 480 propojuje Příbram s Lešeticemi, Milínem, Pečicemi, Cetyní, Bohosticemi, Solenicemi, Milešovem, Klučenicemi, Kovářovem a Milevskem. Linka 500 propojuje Příbram s Milínem, Raděticemi, Jablonnou, Horními Hbity, Dolními Hbity, Solenicemi, Zduchovicemi, Kamýkem nad Vltavou, Řadovy, Krásnou Horou nad Vltavou a Petrovicemi. Linka 510 spojuje Příbram, Háje, Jablonnou, Horní Hbity, Dolní Hbity, Solenice a Smolotely.

## Turistika
- Cyklistika – Obcí prochází cyklotrasa č. 302 Milešov – přehrada Orlík – Dolní Líšnice – Smolotely – Příbram.
- Pěší turistika – Územím obce vedou turistické trasy  Příbram – Smolotely – Dolní Líšnice – Solenice – Kamýk nad Vltavou,  Horní Líšnice – Smolotely – Trhovky – Radava a  Kamýk nad Vltavou – Zduchovice – Solenice – Šefrovna – Milešov.